# Џејхан
Џејхан (тур. Ceyhan) је град у Турској у вилајету Адана. Према процени из 2009. у граду је живело 100.280 становника.

## Становништво
Према процени, у граду је 2009. живело 100.280 становника.
| 1990.  | 2000.   |
| ------ | ------- |
| 85.308 | 108.602 |